# Limnophila (Limnophila) morula
Limnophila (Limnophila) morula is een tweevleugelige uit de familie steltmuggen (Limoniidae). De soort komt voor in het Australaziatisch gebied.